# Шолак-Кайинди
Шола́к-Кайинди́ (каз. Шолақ-Қайыңды) — село у складі району Турара Рискулова Жамбильської області Казахстану. Входить до складу Теренозецького сільського округу.
У радянські часи село називалось Чулак-Каїнди.
Населення — 370 осіб (2021; 400 у 2009, 381 у 1999, 429 у 1989).